# Скворцов, Алексей Игоревич
Алексей Игоревич Скворцов (13 января 1992, Санкт-Петербург, Россия) — российский футболист, полузащитник и нападающий.

## Биография
Когда Скворцову было три года, его родители были лишены родительских прав из-за пристрастия к алкоголю, а сам он был определён в детский дом. Вначале год занимался футболом в детском доме № 2, затем провёл 4 года в детском доме № 9, где занимался под руководством Людвига Леонтьева. Победитель первого футбольного турнира «Будущее зависит от тебя» среди команд детских домов и школ-интернатов в составе команды детского дома № 3 Санкт-Петербурга в 2005 году.
Воспитанник петербургского «Зенита», первый тренер И. Лебедев. С 2010 года выступал за молодёжную команду «Амкара». На профессиональном уровне дебютировал в составе «Гандзасара» 15 сентября 2012 года в матче чемпионата Армении против «Арарата», в котором был заменён на 55-й минуте. Однако этот матч остался единственным в составе клуба. В конце сезона 2012/13 провёл четыре игры за клуб ПФЛ «Карелия»; в первых трёх играх выходил на замену в конце второго тайма, в последней игре вышел на замену после перерыва. Сезон 2013/14 провёл в команде ПФЛ «Динамо» Киров. В первенстве в 25 играх забил три гола, в Кубке России провёл две игры; лишь в пяти случаях отыграл полный матч. Перед сезоном 2014/15 перешёл в клуб ФНЛ «Енисей» Красноярск. За полтора сезона провёл 34 игры, в основном выходил на замену по ходу второго тайма. Полностью сыграл только два матча — против «Томи» и «Сибири», в них забил свои единственные мячи за «Енисей». Отыграл полный матч 1/32 Кубка России против «Байкала» (2:1). В январе 2015 был на просмотре в «Кубани», но клубы не сошлись в вопросе компенсации. Зимой 2015/16 расторг по обоюдному согласию контракт с «Енисеем». В услугах Скворцова были заинтересованы «Кубань» и «Крылья Советов», в январе он находился на просмотре в «Амкаре», но перешёл в астраханский «Волгарь». За клуб ФНЛ в течение полутора сезонов сыграл 25 игр, забил один мяч, полностью провёл одну игру; сыграл две полные игры в Кубке России. В июне 2017 года перешёл в «Тамбов». Из 24 матчей в первенстве ФНЛ лишь один отыграл полностью. Забил семь мячей, в матче против «Енисея» (5:0) оформил первый дубль в карьере. В трёх играх на Кубок России забил один мяч — победный в ворота «Арсенала» на 90-й минуте в 1/16 финала (1:0) и один автогол — в игре с курским «Авангардом» (1/8, 0:2).
10 января 2018 года подписал контракт с клубом премьер-лиги «Тосно», дебютировал 30 апреля в гостевом матче 28 тура против «Ростова» (0:2) — вышел на замену на 70-й минуте. 9 мая в финальном матче Кубка России 2017/18 против курского «Авангарда» (2:1) открыл счёт на 11-й минуте.
После расформирования «Тосно» в июне находился на просмотре в клубе ФНЛ «Олимпиец», с которым 21 числа подписал контракт. 6 июня 2019 перешёл в «Химки». Через год подписал контракт с клубом ФНЛ «Оренбург». В июле 2021 года перешёл в «Енисей», подписав контракт с клубом по схеме «1+1».
Летом 2023 года, после выступлений в любительском третьем дивизионе за кировское «Динамо», вернулся в профессиональный футбол и перешёл в команду «серебряной группы» второй лиги «Текстильщик» Иваново. В августе 2025 года стал игроком «Сибири».

## Достижения
«Тосно»
- Обладатель Кубка России: 2017/18

«Химки»
- Финалист Кубка России: 2019/20